# Габріела Дабровскі
Габріела Дабровскі (англ. Gabriela Dabrowski, пол. Dąbrowska — Домбровська, 1 квітня 1992) — канадська тенісистка, переможниця Відкритого чемпіонату Франції 2017 у міксті (разом із Роганом Бопанною), переможниця Відкритого чемпіонату Австралії 2018 у міксті (з Мате Павичом).

## Значні фінали

### Фінали турнірів Великого шолома

#### Мікст: 3 (2-1)
| Результат | Рік  | Турнір          | Поверхня | Партнер       | Супротивники                     | Рахунок               |
| --------- | ---- | --------------- | -------- | ------------- | -------------------------------- | --------------------- |
| Перемога  | 2017 | French Open     | Ґрунт    | Роган Бопанна | Анна-Лена Гренефельд Роберт Фара | 2–6, 6–2, [12–10]     |
| Перемога  | 2018 | Australian Open | Хард     | Мате Павич    | Тімеа Бабош Роган Бопанна        | 2–6, 6–4, [11–9]      |
| Поразка   | 2018 | French Open     | Ґрунт    | Мате Павич    | Латіша Чжань Іван Додіг          | 1–6, 7–6(7–5), [8–10] |

### Прем'єрні обов'язкові та з чільної п'ятірки

#### Парний розряд: 1 (1 перемога)
| Результат | Рік  | Турнір     | Поверхня | Партнерка | Супротивниці                | Рахунок  |
| --------- | ---- | ---------- | -------- | --------- | --------------------------- | -------- |
| Перемога  | 2017 | Miami Open | Хард     | Сюй Їфань | Саня Мірза Барбора Стрицова | 6–4, 6–3 |

## Фінали турнірів WTA

### Парний розряд: 39 (19 перемог, 20 поразок)
| Легенда                                |
| -------------------------------------- |
| Турніри Великого шолома (1–2)          |
| Premier M & Premier 5 / WTA 1000 (4–9) |
| Premier / WTA 500 (6–6)                |
| International / WTA 250 (6–3)          |

| Фінали за покриттям |
| ------------------- |
| Тверде (12–11)      |
| Ґрунт (3–4)         |
| Трава (3–3)         |
| Килим (0–0)         |

| Результат | В-П   | Дата     | Турнір                                  | Tier          | Покриття   | Партнер                    | Опоненти                                    | Рахунок               |
| --------- | ----- | -------- | --------------------------------------- | ------------- | ---------- | -------------------------- | ------------------------------------------- | --------------------- |
| Поразка   | 0–1   | Тра 2013 | Brussels Open, Бельгія                  | Premier       | Ґрунт      | Шахар Пеєр                 | Анна-Лена Гренефельд Квета Пешке            | 0–6, 3–6              |
| Поразка   | 0–2   | Жов 2013 | Linz Open, Австрія                      | International | Тверде (i) | Аліція Росольська          | Кароліна Плішкова Крістіна Плішкова         | 6–7(6–8), 4–6         |
| Перемога  | 1–2   | Сер 2014 | Washington Open, США                    | International | Тверде     | Сюко Аояма                 | Кувата Хірото Нара Курумі                   | 6–1, 6–2              |
| Перемога  | 2–2   | Бер 2015 | Monterrey Open, Мексика                 | International | Тверде     | Аліція Росольська          | Анастасія Родіонова Аріна Родіонова         | 6–3, 2–6, [10–3]      |
| Поразка   | 2–3   | Чер 2016 | Nottingham Open, UK                     | International | Трава      | Ян Чжаосюань               | Андреа Сестіні Главачкова Пен Шуай          | 5–7, 6–3, [7–10]      |
| Перемога  | 3–3   | Чер 2016 | Mallorca Open, Іспанія                  | International | Трава      | Марія Хосе Мартінес Санчес | Анна-Лена Фрідзам Лаура Зігемунд            | 6–4, 6–2              |
| Поразка   | 3–4   | Січ 2017 | Hobart International, Австралія         | International | Тверде     | Ян Чжаосюань               | Ралука Олару Ольга Савчук                   | 6–0, 4–6, [5–10]      |
| Перемога  | 4–4   | Кві 2017 | Відкритий чемпіонат Маямі з тенісу, США | Premier M     | Тверде     | Сюй Їфань                  | Саня Мірза Барбора Стрицова                 | 6–4, 6–3              |
| Перемога  | 5–4   | Сер 2017 | Connecticut Open, США                   | Premier       | Тверде     | Сюй Іфань                  | Ешлі Барті Кейсі Деллаква                   | 3–6, 6–3, [10–8]      |
| Перемога  | 6–4   | Січ 2018 | Sydney International, Австралія         | Premier       | Тверде     | Сюй Іфань                  | Латіша Чжань Андреа Сестіні Главачкова      | 6–3, 6–1              |
| Перемога  | 7–4   | Лют 2018 | Qatar Ladies Open, Катар                | Premier 5     | Тверде     | Олена Остапенко            | Андрея Клепач Марія Хосе Мартінес Санчес    | 6–3, 6–3              |
| Перемога  | 8–4   | Чер 2018 | Eastbourne International, UK            | Premier       | Трава      | Сюй Іфань                  | Ірина-Камелія Бегу Міхаела Бузернеску       | 6–3, 7–5              |
| Поразка   | 8–5   | Жов 2018 | China Open, КНР                         | Premier M     | Тверде     | Сюй Іфань                  | Андреа Сестіні Главачкова Барбора Стрицова  | 6–4, 4–6, [8–10]      |
| Поразка   | 8–6   | Тра 2019 | Мастерс Мадрид, Іспанія                 | Premier M     | Ґрунт      | Сюй Іфань                  | Сє Шувей Барбора Стрицова                   | 3–6, 1–6              |
| Перемога  | 9–6   | Тра 2019 | Nuremberg Cup, Німеччина                | International | Ґрунт      | Сюй Іфань                  | Шерон Фічмен Ніколь Меліхар                 | 4–6, 7–6(7–5), [10–5] |
| Поразка   | 9–7   | Лип 2019 | Вімблдонський турнір, UK                | Grand Slam    | Трава      | Сюй Іфань                  | Сє Шувей Барбора Стрицова                   | 2–6, 4–6              |
| Поразка   | 9–8   | Січ 2020 | Adelaide International, Австралія       | Premier       | Тверде     | Дарія Юрак                 | Ніколь Меліхар Сюй Їфань                    | 6–2, 5–7, [5–10]      |
| Поразка   | 9–9   | Лют 2020 | Quatar Ladies Open, Катар               | Premier 5     | Тверде     | Олена Остапенко            | Сє Шувей Барбора Стрицова                   | 2–6, 7–5, [2–10]      |
| Поразка   | 9–10  | Жов 2020 | Ostrava Open, Чехія                     | Premier       | Тверде (i) | Луїза Стефані              | Елісе Мертенс Аріна Соболенко               | 1–6, 3–6              |
| Поразка   | 9–11  | Тра 2021 | Madrid Open, Іспанія                    | WTA 1000      | Ґрунт      | Демі Схюрс                 | Барбора Крейчикова Катержина Сінякова       | 4–6, 3–6              |
| Поразка   | 9–12  | Сер 2021 | Silicon Valley Classic, США             | WTA 500       | Тверде     | Луїза Стефані              | Дарія Юрак Андрея Клепач                    | 1–6, 5–7              |
| Перемога  | 10–12 | Сер 2021 | Мастерс Канада, Канада                  | WTA 1000      | Тверде     | Луїза Стефані              | Дарія Юрак Андрея Клепач                    | 6–3, 6–4              |
| Поразка   | 10–13 | Сер 2021 | Мастерс Цинциннаті, US                  | WTA 1000      | Тверде     | Луїза Стефані              | Саманта Стосур Чжан Шуай                    | 5–7, 3–6              |
| Перемога  | 11–13 | Тра 2022 | Madrid Open, Іспанія                    | WTA 1000      | Ґрунт      | Джуліана Ольмос            | Дезіре Кравчик Демі Схюрс                   | 7–6(7–1), 5–7, [10–7] |
| Поразка   | 11–14 | Тра 2022 | Мастерс Рим, Італія                     | WTA 1000      | Ґрунт      | Джуліана Ольмос            | Вероніка Кудерметова Анастасія Павлюченкова | 6–1, 4–6, [7–10]      |
| Перемога  | 12–14 | Вер 2022 | Bangalore Open, Індія                   | WTA 250       | Тверде     | Луїза Стефані              | Ганна Блінкова Натела Дзаламідзе            | 6–1, 6–2              |
| Перемога  | 13–14 | Вер 2022 | Toray Pan Pacific Open, Японія          | WTA 500       | Тверде     | Джуліана Ольмос            | Ніколь Меліхар-Martinez Еллен Перес         | 6–4, 6–4              |
| Поразка   | 13–15 | Жов 2022 | San Diego Open, США                     | WTA 500       | Тверде     | Джуліана Ольмос            | Корі Гофф Джессіка Пегула                   | 6–1, 5–7, [4–10]      |
| Перемога  | 14–15 | Вер 2023 | Відкритий чемпіонат США з тенісу, США   | Grand Slam    | Тверде     | Ерін Рутліфф               | Лаура Зігемунд Віра Звонарьова              | 7–6(11–9), 6–3        |
| Поразка   | 14–16 | Вер 2023 | Guadalajara Open Akron, Мексика         | WTA 1000      | Тверде     | Ерін Рутліфф               | Сторм Гантер Елісе Мертенс                  | 6–3, 2–6, [4–10]      |
| Перемога  | 15–16 | Жов 2023 | Zhengzhou Open, КНР                     | WTA 500       | Тверде     | Ерін Рутліфф               | Сюко Аояма Ена Сібахара                     | 6–2, 6–4              |
| Поразка   | 15–17 | Бер 2024 | Miami Open, US                          | WTA 1000      | Тверде     | Ерін Рутліфф               | Софія Кенін Бетані Маттек-Сендс             | 6–4, 6–7(5–7), [9–11] |
| Перемога  | 16–17 | Чер 2024 | Nottingham Open, UK                     | WTA 250       | Трава      | Ерін Рутліфф               | Гаррієт Дарт Діан Паррі                     | 5–7, 6–3, [11–9]      |
| Поразка   | 16–18 | 2024     | Eastbourne International, UK            | WTA 500       | Трава      | Ерін Рутліфф               | Людмила Кіченок Олена Остапенко             | 7–5, 6–7(2–7), [8–10] |
| Поразка   | 16–19 | Лип 2024 | Вімблдонський турнір, UK                | Grand Slam    | Тверде     | Ерін Рутліфф               | Катержина Сінякова Тейлор Таунсенд          | 6–7(5–7), 6–7(1–7)    |
| Поразка   | 16–20 | Сер 2024 | Canadian Open, Канада                   | WTA 1000      | Тверде     | Ерін Рутліфф               | Керолайн Долегайд Дезіре Кравчик            | 6–7(2–7), 6–3, [7–10] |
| Перемога  | 17–20 | Лис 2024 | WTA Фінали, Саудівська Аравія           | WTA Фінали    | Тверде     | Ерін Рутліфф               | Катержина Сінякова Тейлор Таунсенд          | 7-5, 6–3              |
| Перемога  | 18–20 | Кві 2025 | Porsche Tennis Grand Prix, Німеччина    | WTA 500       | Ґрунт (i)  | Ерін Рутліфф               | Катерина Олександрова Zhang Shuai           | 6–3, 6–3              |
| Перемога  | 19–20 | Сер 2025 | Мастерс Цинциннаті, США                 | WTA 1000      | Тверде     | Ерін Рутліфф               | Ґо Ханю Олександра Панова                   | 6–4, 6–3              |

## Зовнішні посилання
- Досьє на сайті WTA [Архівовано 11 червня 2017 у Wayback Machine.]

| Тенісист | Це незавершена стаття про тенісиста чи тенісистку. Ви можете допомогти проєкту, виправивши або дописавши її. |